# West Pennant Hills, New South Wales
West Pennant Hills este o suburbie în Sydney, Australia.